# Remington 700
La Serie 700 se refiere a los fusiles de cacería fabricados por la empresa estadounidense Remington Arms desde 1962. Son fusiles de cerrojo fabricados, principalmente con fines cinegéticos, para emplear munición de diversos calibres. Poseen un cargador interno fijo de tres, cuatro o cinco cartuchos que en ocasiones suele llevar una placa con bisagra para una descarga rápida. 

## Historia
El Remington 700 fue lanzado al mercado en 1962 en conjunto con el nuevo cartucho metálico 7 mm Remington Magnum, para competir con el rifle de cerrojo Winchester Modelo 70 y su reciente cartucho, el .264 Winchester Magnum. La propuesta de Remington fue un rifle de alta calidad pero a menor costo, que lograron mediante el desarrollo de un mecanismo de alimentación por empuje, así como la producción de muchas piezas estampadas. El resultado fue un éxito, al punto que Winchester Repeating Arms Co se vio obligada a descontinuar el cajón de mecanismos de alimentación controlada del Winchester 70, para poder abaratar costos de producción y además lanzar el .300 Winchester Magnum al año siguiente para hacer frente a la popularidad del 7mm Rem Mag, que había logrado eclipsar al .264 Win Mag en poco tiempo. 

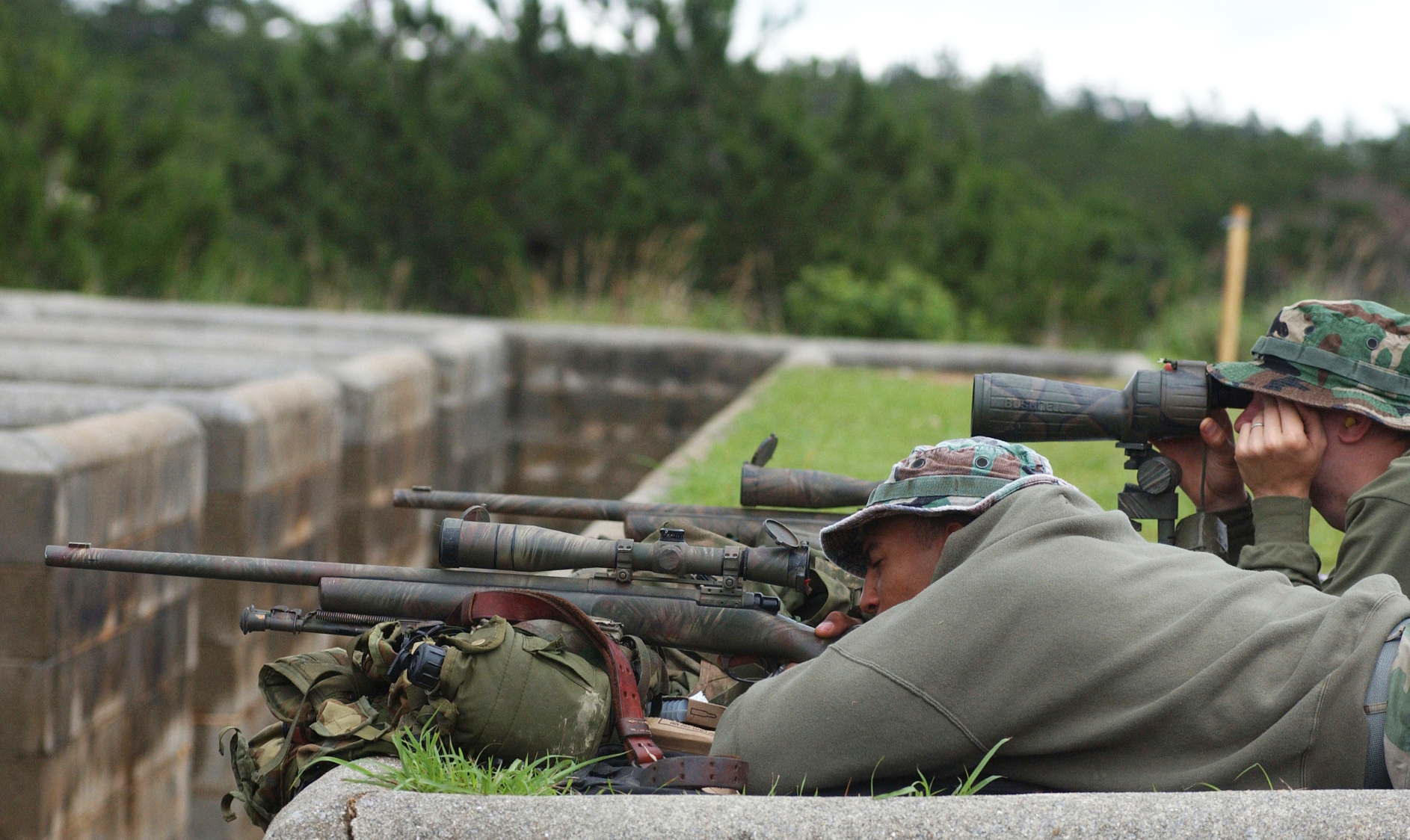
Francotirador de los Marines entrenando con un M24 SWS.

## Variantes
El Remington 700 tiene diferentes versiones, desde la estándar de uso civil a las utilizadas por el Ejército y la Policía. Estos modelos vienen equipados con bípodes y otros accesorios. Los fusiles Remington 700 de uso policial suelen tener un cargador extraíble para una rápida recarga.

### ADL
Modelo básico del Remington 700. Cuenta con un sistema de almacenaje de munición que solo permite descargarla manipulando el cerrojo y alimentando cada cartucho metálico en la recámara para ser extraído.

### BDL
Modelo de Lujo, culata de nogal pulido, y acabado pavonado. Cuenta con un plato con bisagra adelante del guardamonte que permite la extracción de la munición en la cámara de almacenaje sin necesidad de manipular el cerrojo. El checkering de la culata es más adornado.

### CDL
Versión deportiva volviéndose la más popular del modelo. La versión cuenta con culata de nogal y con acero pavonado o inoxidable.

### Remington 700 Mountain Rifle
Introducido a inicios de la década de los 1980, la versión de montaña del Remington 700 fue disañada para los cazadores interesados en un rifle liviano. La culata de nogal se recortó, así como el cañón que también se recortó a 22 pulgadas para munición de longitud media como el .30-06 Springfield, .280 Remington y .270 Winchester.  

### Remington Sendero
Esta variante del Remington 700 se enfocó en un rifle para tiros largos, provisto de cañones largos y de grosor medio, "fluted", culata sintética y acero inoxidable. El rifle es notoriamente más pesado que la versión de montaña.

### Remington 700P
| Munición               | Peso           | Longitud del cañón | Capacidad del cargador |
| ---------------------- | -------------- | ------------------ | ---------------------- |
| .223 Remington         | 4,08 kg (9 lb) | 66 cm (26")        | 4 cartuchos            |
| .308 Winchester        | 4,08 kg (9 lb) | 66 cm (26")        | 4 cartuchos            |
| .300 Winchester Magnum | 4,08 kg (9 lb) | 66 cm (26")        | 3 cartuchos            |

### Remington 700P TWS
| Munición        | Peso             | Longitud del cañón | Capacidad del cargador |
| --------------- | ---------------- | ------------------ | ---------------------- |
| .308 Winchester | 4,76 kg (10½ lb) | 66 cm (26")        | 4 cartuchos            |

### Remington 700P LTR
| Munición                    | Peso            | Longitud del cañón | Capacidad del cargador |
| --------------------------- | --------------- | ------------------ | ---------------------- |
| .308 Winchester             | 3,40 kg (7½ lb) | 50,8 cm (20")      | 4 cartuchos            |
| .223 Remington              | 3,40 kg (7½ lb) | 50,8 cm (20")      | 4 cartuchos            |
| .300 Remington Ultra Magnum | 3,40 kg (7½ lb) | 50,8 cm (20")      | 3 cartuchos            |

### Remington 700P LTR TWS
| Munición        | Peso             | Longitud del cañón | Capacidad del cargador |
| --------------- | ---------------- | ------------------ | ---------------------- |
| .308 Winchester | 4,76 kg (10½ lb) | 50,8 cm (20")      | 4 cartuchos            |

## Remington Model Seven
El Remington Model Seven, o Modelo Siete, es una carabina desarrollada alrededor del mecanismo del Remington 700, de acción corta, que es adecuado para munición de la longitud del .223 Remington o el .308 Winchester, pero que cuenta con una culata más corta y un cañón de menor longitud (18.5 pulgadas), volviéndolo una opción interesada para cazadores de baja estatura, niños, mujeres y quienes cazan en terrenos montañosos y tupidos, donde un rifle compacto y ligero son apreciados.